# Sertan Günes
Sertan Günes (* 15. August 1982 in Wien) ist ein österreichischer Fußballspieler mit türkischen Vorfahren. Er spielt in der Position des Stürmers.

## Leben
Günes wuchs in Wien auf. Mit sechs Jahren wurde er zum ersten Mal Vereinsspieler beim Post SV und spielte dort bis zur U16 im Nachwuchs. Mit 16 Jahren schaffte er es in den Kader der Kampfmannschaft und wurde in kurzer Zeit Stammspieler. Er erlebte Höhen und Tiefen mit der Mannschaft von Post SV. In der Saison 2000/01 musste er den Abstieg von der Stadtliga in die Oberliga hinnehmen. Zwei Jahre darauf schaffte er den Wiederaufstieg in die Wiener Stadtliga und war einer der Hauptakteure mit 27 Toren.
In der Saison 2003/04 kam er zum Regionalligisten Wiener Sportklub und schoss in seiner ersten Saison acht Tore. Auch in den folgenden vier Jahren war er sehr erfolgreich mit insgesamt 37 Toren und mehreren Vorlagen.
Im Sommer 2007 verließ er den Wiener Sportklub und wollte vorerst nach Schottland in die Scottish Premier League (SPL) wechseln. Sein Transfer platzte kurz vor der Übertrittszeit und Günes musste für ein halbes Jahr pausieren. Vier Monate lang durfte er sich bei der Vienna, dem Stadtrivalen des Wiener Sportklub fit halten, wobei er ein Angebot der Döblinger Vienna zurückwies und im Jänner 2008 zur Austria Lustenau in die Erste Liga, die zweithöchste österreichische Spielklasse, wechselte. Dort erzielte Günes in 25 Einsätzen acht Tore für die Vorarlberger. Der Vertrag wurde im Februar 2009 einvernehmlich aufgelöst. Am letzten Tag der Transferübertrittszeit folgte dann die Rückkehr zu seinem alten Klub Wiener Sportklub.
In der Saison 2014/15 war Günes nach dem Abgang von Kurt Jusits drei Runden Spielertrainer beim Wiener Sportklub. Nach einem Disput mit dem Nachfolger Johannes Uhlig wurde Günes im Februar 2015 aus dem Kader der Kampfmannschaft suspendiert. Nach Ablauf der Saison 2014/15 unterschrieb Günes beim SV Stripfing in der 2. Landesliga. Im Frühjahr 2017 wechselte er in die Wiener Stadtliga zum ASK Elektra. Er gewann mit Ask Elektra den Totocup. Im Finale gegen Wiener Viktoria erzielte Günes beide Treffer. Nach einer halben Saison wechselte Günes zum FC Mauerwerk in die Regionalliga. Nach der Saison 2017/2018 legte er seine aktive Karriere auf Eis und ist aktuell als Spielerberater für die Agentur Sbe-Management AG tätig.